# Khazar University
Die Khazar University (aserbaidschanisch Xəzər Universitəsi; übersetzt Kaspische Universität) ist eine private, englischsprachige Universität in der aserbaidschanischen Hauptstadt Baku.
Die Universität wurde 1991 von Hamlet İsaxanlı gegründet. Sie war damals die erste private Universität in den Nachfolgestaaten der Sowjetunion. Es werden Bachelor-, Master- und Promotionsprogramme angeboten. An der Khazar Universität sind etwa 200 Hochschullehrer tätig, die überwiegend in Europa und USA studiert oder gelehrt haben.
Die Universität hat sechs Fakultäten:
- Fakultät für Geistes- und Sozialwissenschaften
- Fakultät für Architektur und Ingenieurwesen
- Fakultät für Wirtschaft und Management
- Fakultät für Rechtswissenschaft
- Fakultät für Medizin
- Fakultät für Pädagogik

Der größte Lehrstuhl der Universität ist der für Englische Sprache und Literatur. Die Schwerpunkte sind Sprach- und Kommunikationsfähigkeiten, britische und amerikanische Literatur, Linguistik, Dolmetschen und Übersetzung. Darüber hinaus gibt es die Dunya Schule, die aus Vor-, Grund- und Mittelschule besteht und mit der Fakultät für Pädagogik verbunden ist. Unterrichtssprachen sind Englisch und Aserbaidschanisch.
Die Chazar-Universität hat etwa 2.000 Studenten, davon sind etwa 15 % Ausländer. Neben der akademischen Ausbildung können die Studenten der Chazar-Universität an Musik-, Tanz-, Theateraktivitäten teilnehmen und sich an Sportgruppen beteiligen. Die Khazar Universität arbeitet mit mehr als 70 Universitäten und Forschungsinstitute in über 25 Ländern zusammen. Seit ihrer Gründung wird Wert auf internationale Partnerschaftsprogramme gelegt.

## Museen
Der Chazar-Universität sind verschiedene Museen angeschlossen, so zum Beispiel das Volkskundemuseum und das Teppichmuseum.